# JB-3 ティアマット
JB-3 ティアマット別名MX-570とは、第二次世界大戦中にヒューズ・エアクラフトがアメリカ陸軍航空軍のために開発した初期の空対空ミサイルである。純粋に試験用機材とみなされており、計画が終了する前に数年にわたり試験発射が行われた。

## 設計と開発
ティアマット計画は1944年1月に始まり、この時ヒューズ・エアクラフトはアメリカ陸軍航空軍から、亜音速で固体火薬ロケットを用いる試験的な空対空ミサイルを開発する契約を受けた。
開発作業はアメリカ航空諮問委員会（NACA）と共同で行われ、どことなく矢のような形と全体のバランスをとったティアマットは、3枚の大型の姿勢制御及び操舵用のフィンをミサイルの後端部に装備し、全長4.37m、全備重量270㎏の大型ミサイルだった。ロケットモーターはブースト用・持続燃焼用の二重推力形式で、推力32kNを3.5秒間発生させ、さらに続いて970km/hでの巡航のため、推力0.89kNを45秒間発生させた。
A-26インベーダー軽爆撃機から撃ち出したティアマットは、敵航空機の追尾のためにセミアクティブ・レーダー・ホーミングを使用でき、重量230kgのミサイル弾頭を撃発させるために近接信管が装着されていた。

## 作戦投入
ティアマットの最初の試験機はMX-570の名称がついており、純粋な実験機材だった。地上発射用の試験機は、設計の検証のためNACAの手によりバージニア州ワロップス島で発射された。
MX-570は最終版であるJB-3よりもわずかに小型で、全長は3.4m、発射時の全重は283kgだった。ゼロ距離発進のため追加のロケットブースターが装着された。MX-570の発射は1944年後半に始められ、ラングレー研究所の支援の下でワロップス島の最初のミサイル発射が行われた。
JB-3の最初の発射は1945年8月6日に正確に行われた。
MX-570およびJB-3の両方とも、試験が終了となる1947年までテストが続けられ、最終的な空対空ミサイルの現物が形となる最中だった。

### 書籍
- DeVincent-Hayes, Nan; Bowen Bennett (2001). Wallops Island. Images of America. Charleston, SC: Arcadia Publishing. ISBN 978-0-7385-0666-1
- Fino, Steven A. (2017). Tiger Check: Automating the US Air Force Fighter Pilot in Air-to-Air Combat, 1950-1980. Baltimore, MD: Johns Hopkins University Press. ISBN 978-1-4214-232-7-2
- Ordway, Frederick Ira; Ronald C. Wakeford (1960). International Missile and Spacecraft Guide. New York: McGraw-Hill. ASIN B000MAEGVC
- Parsch, Andreas (2005年1月27日). “JB Series”. Directory of U.S. Military Rockets and Missiles, Appendix 1: Early Missiles and Drones.   Designation-Systems. 2017年12月17日閲覧。